# アルバート・シュヴァリエ・テイラー
アルバート・シュヴァリエ・テイラー（Albert Chevallier Tayler、1862年4月5日 - 1925年12月20日）は、イギリスの画家である。イングランドのコーンウォールのペンザンスに近い漁村、ニューリンで活動した「ニューリン派」の画家として活動した後、ロンドンに移り、都会的な生活をする人々を描いた。

## 略歴
ウォルサム・フォレスト・ロンドン自治区のLeytonstoneの法律家の息子に生まれた。地元の高校で学んだ後、ロンドンのヘザリー美術学校やロイヤル・アカデミー・オブ・アーツの付属学校で学び、1879年からは、奨学金を得てスレード美術学校で学んだ。1881年にパリに移り、ジャン＝ポール・ローランスに学び、フランスの外光派の画家たちと交流した。1884年にイギリスに戻り、コーンウォールの漁村ニューリンに住み、スタンホープ・フォーブス(1857-1947)らと漁村で働く人々の生活や風景を描く、「ニューリン派」の画家として活動した。1887年からロイヤル・アカデミー・オブ・アーツの展覧会に出展し、1891年にはパリのサロンで賞を受賞した。
1893年ころからスタイルを変え始め、1895年にはロンドンに移り、題材は上流階級の都会の生活や、歴史画を描くようになった。画家としての人気は上がり1903年には、ロンドンの王立取引所の壁画を描く画家に選ばれた. 。
クリケットの選手でもあり、クリケットの試合を描いた絵画やクリケット選手の肖像画も残した。
第一次世界大戦中に2人の息子が亡くなり、1925年にロンドンで没した。

## 作品

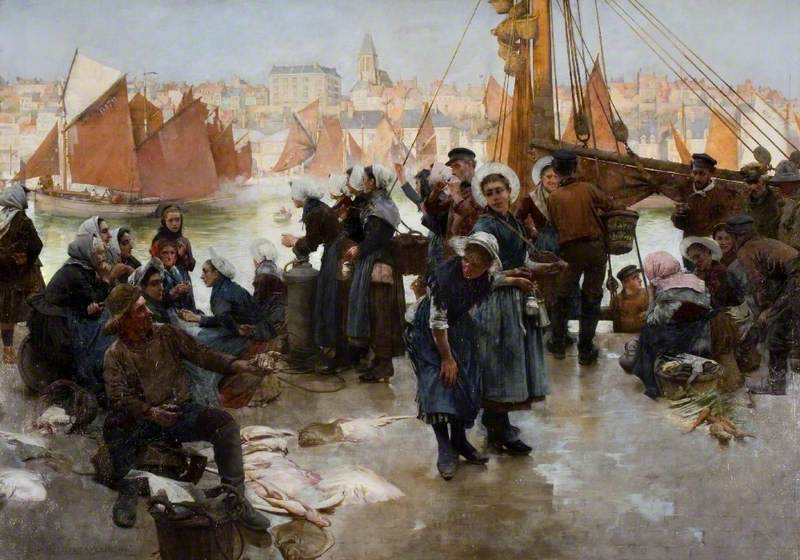
漁船団の出航(1891)
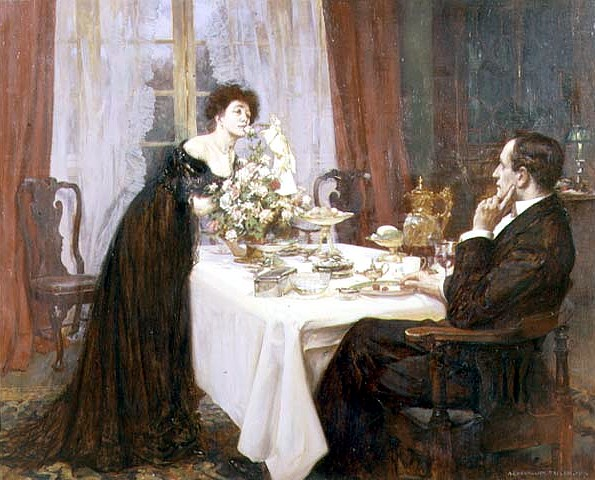
詩人エリザベス・バレット・ブラウニングの生誕100年の絵画 (1906)
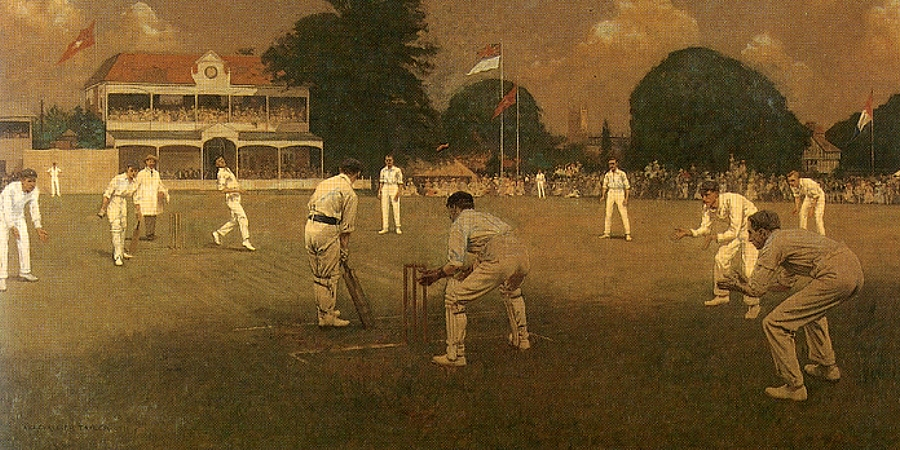
ケント対ランカシャーのクリケットの試合(1906)
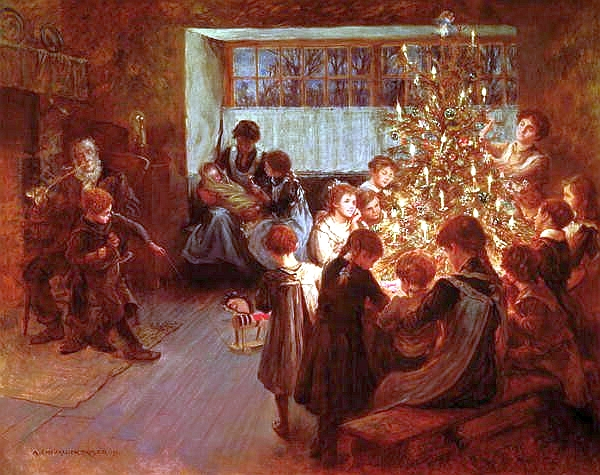
クリスマス・ツリー (1911)
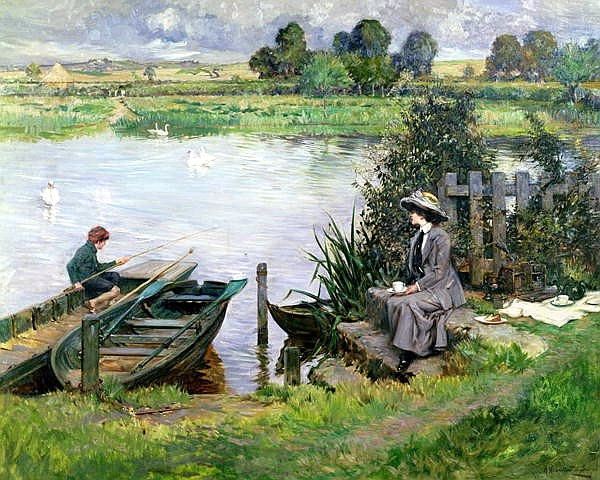
テムズ川(1912)
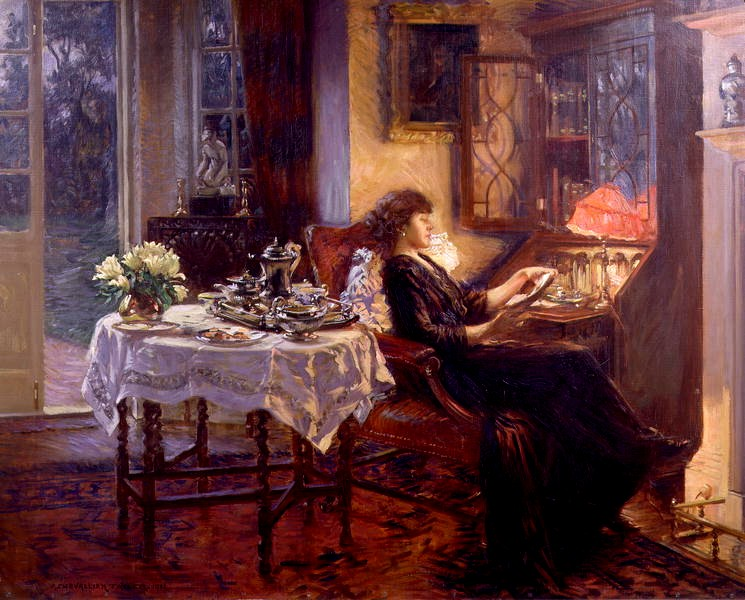
静かな時間 (1913)